# 皇太子的初戀
《皇太子的初戀》（韓語：황태자의 첫사랑）是韓國MBC電視台於2004年6月至8月期間播放的水木連續劇，由車太鉉、成宥利、金男珍等演出。

## 劇情簡介
講述集團太子崔健熙（車太鉉飾）和他同父異母的哥哥車承賢（金男珍飾）還有一位夢想成為G.O.（Gentils Organisateurs）的女人金誘彬（成宥利飾），三人間橫跨日本、首爾、峇里島與大溪地四地，在糾纏的因緣中歷經傷害並成長，最終體悟了真正愛情的故事。

## 演員陣容

### 主要人物
| 演員   | 角色   | 介紹 |
| 車太鉉 | 崔健熙 | 連鎖渡假村集團Club July會長之子，承賢同父異母的弟弟。看似玩世不恭、放蕩不羈，實則內心孤獨而渴望關愛。15歲時母親去世，父親又終日忙於工作對他不聞不問，令他長成了遊手好閒的紈褲子弟。內心隱隱埋怨著與母親聯姻之後令母親孤獨終生的父親，卻又同時敬畏著他。在日本與誘彬結下梁子並在回國後藉職務之便將其從G.O.面試中淘汰，最終東窗事發被父親調派到峇里島與誘彬一同成為了G.O.。心有不甘的他處處刁難誘彬，沒曾想卻在一次次的互動中逐漸對其傾心並在情敵承賢的再次出現後確認自己的心意，轉而對其展開追求。在誘彬因三人間複雜的關係而離開去往大溪地時跟了過去並向她提出一同在大溪地生活的請求，可仍遭到誘彬無情的拒絕，回國後在父親強勢的推進下只得眼睜睜看著自己心愛的女人一步步遠去。就在他以為一切塵埃落定、準備獨自前往遠方時卻收到了誘彬悔婚的消息，並從誘彬口中得知其真正的心意，最後歷經波折終與她修成正果。 |
| 成宥利 | 金誘彬 | 娛樂相關學科畢業、夢想成為渡假村G.O.的女子。畢業三年始終沒能求得正職，在三明治店兼職並暗自愛慕著在Any電子公司就職的室長車承賢。在日本時與健熙結下梁子並被他從G.O.面試中刷了下來，在種種因緣際會之下作為承賢的秘書開始了為期七天的試用期，但最終仍因自身能力的不足還有健熙的破壞而不予錄用。在峇里島擔任G.O.時偶遇因公前來的承賢並與他相互確認了心意，但就在兩人約好要一同返回首爾的前夕承賢卻先行離開了。回國後得知承賢離開原因的她決定不再介入承賢與健熙兄弟之間、獨自一人前往大溪地，卻在那裡再次遇見了承賢同時碰上了追著她而來的健熙。不明瞭自身心意的她狠下心拒絕了健熙的提議並決定跟著承賢回國，卻在回國路上偶然瞥見獨自喝著悶酒的健熙，內心再次動搖。回國後每每和健熙見面時心中都會浮現異樣的情感，直到不經意間聽見健熙的真情告白才終於明瞭自身心意並取消了婚禮，幾經波折最終方與健熙修成正果。     |
| 金男珍 | 車承賢 | Any電子公司網路總管室長，健熙同父異母的哥哥。心思縝密，鮮少表露真實情緒。為報答獨自一人辛苦拉拔他長大的母親而刻苦學習，進入職場後也兢兢業業、一心撲在工作上。在一次偶然的機會中認識了誘彬並在工作的過程中逐漸為其所吸引，可礙於健熙的存在而沒能更進一步，直至峇里島與誘彬再次相遇時才終於與她互通心意。在兩人決定一同回國的前夕得知了自己與健熙互為兄弟的事實，為避免三人繼續糾纏而選擇主動退出、獨自回到首爾，心中卻始終放不下對誘彬的感情。在他受會長之託前往大溪地時偶遇了誘彬並在幾番掙扎後再次牽起了她的手，回國後也在會長的推進下順利與她訂下婚約，可最終仍遭到悔婚。會長過世後聽從母親的建議放下對誘彬的埋怨，給了誘彬去往大溪地機票並鼓勵她前去挽留健熙，追尋自己的愛情。 |

## 外部連結
- 本劇韓國MBC官方網站 （页面存档备份，存于） 

| 韓國 MBC 水木劇                        | 韓國 MBC 水木劇                        | 韓國 MBC 水木劇 |
| -------------------------------------- | -------------------------------------- | --------------- |
|                                        | 皇太子的初戀 （2004.6.23 - 2004.8.26） |                 |
| 想結婚的女子 （2004.4.21 - 2004.6.17） | 愛爾蘭 （2004.9.1 - 2004.10.21）       |                 |

| 台灣 衛視中文台 每週一至五21:00-22:00 | 台灣 衛視中文台 每週一至五21:00-22:00 | 台灣 衛視中文台 每週一至五21:00-22:00 |
| ------------------------------------- | ------------------------------------- | ------------------------------------- |
|                                       | 皇太子的初戀 （2004.10.21 ~ ）        |                                       |
| 千年之愛 （2004.9.16 ~ 2004.10.20）   | （ ~ ）                               |                                       |